# Enulius bifoveatus
Espèce
Statut de conservation UICN

 CR B1ac(iv) : 
En danger critique
Enulius bifoveatus  est une espèce de serpents de la famille des Dipsadidae.

## Répartition
Cette espèce est endémique des îles de la Baie au Honduras.

## Publication originale
- McCranie & Köhler, 1999 : Two new species of colubrid snakes of the genus Enulius from Islas de la Bahia, Honduras. Caribbean Journal of Science, vol. 35, no 1/2, p. 14-22.